# Chiesa di San Bartolomeo (Lyng)
La chiesa di San Bartolomeo a East Lyng nella parrocchia di Lyng, nel Somerset, in Inghilterra, è una chiesa che risale al XIV secolo ed è stata designata come edificio di interesse storico.
La chiesa anglicana è dedicata a San Bartolomeo, e si pensa sia stata costruita dai monaci che furono spostati dall'Abbazia di Athelney quando fu sciolta dal re Enrico VIII d'Inghilterra nel 1539. È costruita sul sito di una precedente e antica fortezza.